# The Apples in Stereo
The Apples in Stereo sono un gruppo indie rock statunitense legata all'etichetta Elephant 6 della quale fanno parte anche i Neutral Milk Hotel, i The Olivia Tremor Control e i Beulah.

## Carriera artistica
La loro carriera artistica inizia nel 1992 quando Robert Schneider si trasferisce da Ruston (Louisiana), a Boulder (Colorado), per frequentare l'università.
La formazione originale era composta da Robert Schneider (voce, chitarra, tastiera), Hilarie Sidney (batteria, voce), Jim McIntyre (basso, cori) e Chris Parfitt (chitarra). Il primo lavoro dato alle stampe fu l'EP Tidal Wave del quale furono incise 500 copie che comprendevano un libretto di dodici pagine, un poster e alcuni adesivi della band. Questo EP è ricordato anche per essere la prima incisione ufficiale dell'etichetta Elephant 6.
Il secondo EP, Hypnotic Suggestion, fu edito sotto l'etichetta Bus Stop nel 1993 ed era composto da tre tracce. Alla fine dello stesso anno Chris Parfitt lascia il gruppo per formare una nuova band, i Vince Mole And His Calcium Orchestra.
John Hill (chitarra, cori; già membro dei Dressy Bessy) entra a far parte del gruppo durante la registrazione di alcuni brani in collaborazione con altre band. In questo periodo furono incisi dei singoli registrati insieme a The Olivia Tremor Control, The Heartworms e Sportsguitar rispettivamente per le etichette Small-Fi Records, Wurlitzer Jukebox  e 100 Guitar Mania.
Il primo album arriva nel 1995 e si intitola Fun Trick Noisemaker, che include alcune tracce già presenti su EP già editi e nuovi brani. Due terzi dell'album viene registrato da due soli componenti dopo che Jim McIntyre lascia per un periodo la formazione.
Nel 1996 esce Science Faire, una raccolta di vecchi singoli registrati nei primi periodi di attività ed un solo inedito To Love the Vibration of the Bulb.
Il secondo album Tone Soul Evolution, viene edito nel 1997 dalla Spin Art e dalla Sire Records. In questo periodo Eric Allen (basso e cori) entra mel gruppo per la registrazione di questo lavoro. L'edizione in vinile esce con un 45 giri bonus che include le tracce The Golden Flower and Man e You Gotta Get Up.
Dopo Tone Soul Evolution Chris McDuffie entra nella formazione del gruppo come percussionista e tastierista.
Nel 1999 viene inciso l'EP Her Wallpaper Reverie con alcuni contributi di altre band della Elephant 6: Rick and Merisa dei The Perry Weissman Three, Scott Spillane dei Neutral Milk Hotel e dei The Gerbils, Tammy dei Dressy Bessy,  Jim dei Von Hemmling e W. Cullen Hart dei The Olivia Tremor Control e dei Circulatory System (per la parte grafica).
È del 2000 l'uscita di un maxi-singolo contenente la traccia Look Away, tratta dal loro prossimo album The Discovery Of A World Inside The Moone, e altre quattro tracce che erano inserite come bonus nella versione giapponese di Her Wallpaper Reverie.
The Discovery of a World Inside the Moone fu edito nell 2000 dalla SpinArt Records. Originariamente doveva essere un doppio album ma così non fu a causa di alcuni problemi tecnici durante la fase di registrazione. La versione in vinile fu accompagnata da un flexidisc, su un lato conteneva la traccia bonus Hold On To This Day e sull'altro un discorso di Robert Schneider sull'album.
Nel 2000 vengono editi altri due 45 giri: Everybody Let Up  e The Bird that You Can't See  per la Cooking Vinyl. Nel luglio dello stesso anno i The Apples In Stereo incidono la colonna sonora del cartone animato  The PowerPuff Girls, che viene pubblicato sotto forma di singolo su un vinile rosa dal titolo  Signal in the Sky (Let's Go!). Della stessa traccia fu prodotto anche un video musicale proposto durante la sigla del cartone.
Nel luglio dell'anno seguente, il 2001, la SpinArt Records pubblica un EP intitolato Let's Go! che raccoglie i brani scritti per la serie animata a cartoni The PowerPuff Girls. Questo album include inoltre una cover della canzone Heroes & Villains dei Beach Boys, la versione demo di Stream Running Over dell'album The Discovery Of A World Inside The Moone ed un inedito, ovvero If You Want to Wear a Hat.
L'ultimo album è del 2002 e si intitola The Velocity of Sound. Ha la particolarità di presentare una copertina diversa per l'Europa, l'Asia e l'America, i tre continenti in cui è stato pubblicato. Durante la registrazione di quest'ultimo lavoro il tastierista Chris McDuffie ha abbandonato il gruppo.

## Membri del gruppo

### Membri attuali
- dal 1992 ad oggi - Robert Schneider; chitarra, voce
- dal 1994 ad oggi - John Hill; chitarra
- dal 1996 ad oggi - Eric Allen; basso
- dal 2006 ad oggi - Bill Doss; tastiera
- dal 2006 ad oggi - John Dufilho; batteria
- dal 2006 ad oggi - John Ferguson; voce, tastiera

### Membri passati
- dal 1992 al 2006 - Hilarie Sidney; batteria, voce
- dal 1999 al 2002 - Chris McDuffie; tastiera
- dal 1992 al 1994 - Jim McIntyre; basso
- dal 1992 al 1993 - Chris Parfitt; chitarra

## Discografia

### Album studio
- Fun Trick Noisemaker (May 2, 1995)
- Tone Soul Evolution (September 30, 1997)
- Her Wallpaper Reverie (June 8, 1999)
- The Discovery of a World Inside the Moone (April 18, 2000)
- Velocity of Sound (October 8, 2002)
- New Magnetic Wonder (February 6, 2007)

### EPs
- Tidal Wave 7" (June 1993)
- Hypnotic Suggestion EP (1994)
- Look Away + 4 (February 22, 2000)
- Let's Go! (The Apples in Stereo EP)|Let's Go! (July 17, 2001)

### Album live
- Live in Chicago (The Apples in Stereo)|Live in Chicago (2001)

### Raccolte
- Science Faire (1996)
- Sound Effects (The Apples in Stereo)|Sound Effects (September 4, 2001)
- Electronic Projects for Musicians (April 1, 2008)

### Singoli
- The Olivia Tremor Control/The Apples in Stereo (1994) 7"
- "Man You Gotta Get Up" (1998) 7"
- "Everybody Let Up" (2000) 7"
- "The Bird That You Can't See" (2000) 7"/Promo CD
- "Please" (2002)
- "That's Something I Do" (2002) Promo
- "On Your Own" (2002) Promo
- "Holiday Mood" (2006)  (MP3)